# François Jouffroy

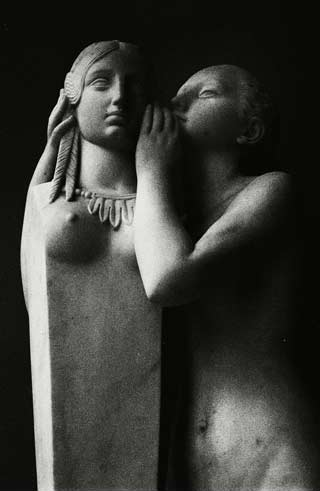
Premier secret confié à Vénus (1839), Louvren.

François Jouffroy, född 1 februari 1806 i Dijon, död 25 juni 1882 i Laval, Mayenne, var en fransk skulptör, utbildad och verksam vid École des Beaux-Arts i Paris, och bland annat representerad på Louvren.
Bland hans elever märks bland andra den svenske skulptören Per Hasselberg.